# NGC 7587
NGC 7587 (другие обозначения — PGC 70984, UGC 12484, MCG 1-59-37, ZWG 406.52, KCPG 580A) — спиральная галактика с перемычкой (SBab) в созвездии Пегас.
Этот объект входит в число перечисленных в оригинальной редакции «Нового общего каталога».